# 王獻琛
王獻琛（1829年－1889年）字世希，號寶堂，清治時期台南府著名畫家。年少讀書參加科舉，但未及第，因此以鎮署稿識為業。王獻琛為人剛正，能作水墨畫，尤其善於畫蟹。

## 代表作品

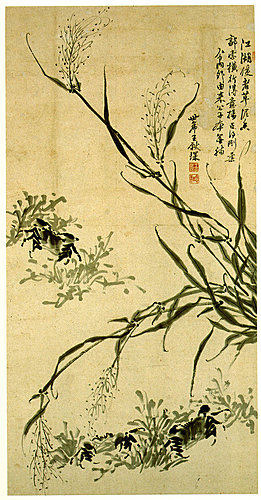
《墨蟹》